# Lista femeilor membre ale Academiei Române
Femei membre ale Academiei Române:
- Ana Brâncoveanu Contesă de Noailles (1876 - 1933), scriitoare și poetă
- Regina Elisabeta a României
- Elena Văcărescu (1864 - 1947), scriitoare
- Ana Aslan (1897 - 1988), medic
- Regina Maria a României
- Valeria Guțu Romalo (n. 1928)